# 44e division aéroportée (Inde)
Pour les articles homonymes, voir 44e division.
La 44e division aéroportée indienne est une division des forces aéroportées de l'armée indienne britannique créée en 1944 pendant la Seconde Guerre mondiale. La division fournit un bataillon de parachutistes pour une opération aéroportée mineure, mais la guerre s'acheva avant que la formation complète puisse prendre part. (Cependant, la plupart de ses formations et unités subordonnées avaient déjà connu leur baptême du feu avant la formation de la division).

## Histoire

### Création
La création de la division a été une longue affaire. La division fut d'abord convertie à partir de la 9e division aéroportée (elle-même construite autour du noyau de la 44e division blindée indienne dissoute), à Secunderabad en Inde, le 15 avril 1944.
Dans un délai de quinze jours, le QG de la division et les unités de soutien qui avaient été allouées ont été utilisés pour former la 21e division d'infanterie indienne, comme mesure d'urgence pendant l'invasion japonaise de l'Inde (qui fut baptisée opération U-Go, et qui a abouti aux batailles d'Imphal et Kohima). Le 15 juillet, la crise était clairement terminée et la formation de la division aéroportée a repris.

### Formation
Le 15 septembre 1944, la 50e brigade indienne de parachutistes existante fut attribuée à la division. Plus tard dans l'année, il fut décrété que les formations Chindits devaient être démantelées et certaines d'entre elles devaient être converties en formations aéroportées. La 14e brigade d'atterrissage britannique fit partie de la division le 1er novembre 1944, suivie par la 77e brigade parachutiste indienne le 1er mars 1945.
La conversion de la 77e brigade en formation de parachutistes s'est accompagnée de la création du régiment de parachutistes indien, qui absorba les bataillons de parachutistes indiens et Gurkhas existants, et la formation de deux bataillons britanniques du régiment de parachutistes autour du cadre de troupes qui avaient déjà combattu comme infanterie de planeurs pendant la campagne des Chindits.

### OpérationDracula
La division était encore en pleine formation, réorganisation et entraînement lorsqu'elle fut appelée à fournir une force de parachutisme pour participer à l' opération Dracula. Il s'agissait d'une opération amphibie destinée à capturer Rangoun, la capitale et principal port de Birmanie, qui fut rétablie à bref délai après avoir été annulée auparavant.
Un bataillon composite de parachutistes Gurkha fut formé à partir des deux bataillons Gurkhas du régiment indien de parachutistes et atterrit derrière les défenses côtières japonaises à l'embouchure du fleuve de Rangoun le 1er mai 1945. Pendant la bataille d'Elephant Point, ils dégagèrent les arrière-gardes japonaises des défenses, mais la principale garnison japonaise avait évacué Rangoun plusieurs jours auparavant. Les débarquements ultérieurs de la mer n'ont pas été opposés.

### Opérations ultérieures
La division se préparait à participer aux invasions projetées de la Malaisie et de Singapour lorsque la guerre se termina de manière inattendue. La division fournit de petites équipes aéroportées qui ont débarqué dans les territoires occupés par le Japon avant les principales forces alliées, localisant des camps, contenant des prisonniers de guerre alliés et des civils internés, et fournissant des secours d'urgence. La 44e division déménagea à Bilaspur en juin 1945.
La division fut ensuite rebaptisée 2e division aéroportée indienne et fut conservée jusqu'à la partition des Indes, à sa dissolution les 14/15 août 1947. Une brigade de parachutistes et quelques unités divisionnaires se sont rendues au Pakistan, les deux autres brigades et les unités restantes rejoignirent Inde.

## Ordre de bataille,1ermai 1945
Officier général commandant - Major-général Earnest Edward Down
Commandant, Artillerie royale - Brigadier Reginald John Kirton
14e brigade d'atterrissage britannique - Brigadier Francis William Gibb
2e bataillon, Black Watch (Royal Highland Regiment)
4e bataillon, 6e régiment de fusiliers Rajputana
6e bataillon, 16e régiment Punjab
50e brigade indienne de parachutistes - Brigadier Edward Galbraith Woods
16e bataillon (Staffords), régiment de parachutistes
1er bataillon, régiment de parachutistes indiens
3e bataillon, régiment de parachutistes indiens
77e brigade indienne de parachutistes - Brigadier Claude John Wilkinson
15e bataillon (King's), régiment de parachutistes
2e bataillon, régiment de parachutistes indiens
4e bataillon, régiment de parachutistes indiens
Unités divisionnaires
123e régiment de campagne (équitation ouest), Royal Artillery
159e régiment de campagne, Royal Artillery
23e régiment antiaérien léger et antichar, Royal Artillery